# Social media marketing
Social media marketing (dosł. marketing w mediach społecznościowych) – metoda polegająca na zdobywaniu uwagi internautów oraz generowaniu ruchu internetowego przy pomocy serwisów społecznościowych. Do promocji marki wykorzystuje się takie portale społecznościowe jak Facebook, Twitter, LinkedIn, Yelp, YouTube czy blogi. Media społecznościowe w ostatnim czasie odgrywają coraz większą rolę w działaniach marketingowych wielu firm ze względu na swoje szerokie rozpowszechnienie. Według statystyk z 2021 roku 53,9% ludzi korzystających z mediów społecznościowych, używa ich w celu znalezienia i zakupu produktów. Social media marketing umożliwia zdalny dostęp do pożądanej grupy docelowej, a dodatkowo obniża koszty działań marketingowych.

## Sposoby działania
Social media marketing wykorzystuje zaangażowanie klienta na serwisach społecznościowych, wobec marki lub produktu. Głównym celem działań z zakresu social media marketing nie jest sprzedaż, ale budowanie wizerunku marki. Materiały do kampanii marketingowych tworzy się, nie tylko po to by zdobyć uwagę klienta, lecz przede wszystkim w celu zachęcenia go do dzielenia się nimi ze swoimi znajomymi. Skutkuje to zwiększeniem wiarygodności przekazywanej treści, gdyż pochodzi ona z zaufanego źródła. Sprowadza się to do odpowiedniego poznania potencjalnego klienta i jego preferencji konsumenckich, a następnie dopasowania pod nie strategii marketingowej w konkretnych mediach społecznościowych.

## Główne kanałysocial media
Do metod, które wykorzystuje się do komunikacji z internautami, zaliczane są m.in. strony fanowskie (tzw. fanpage), marketing wirusowy, gry, blogi, filmy wideo.

### Facebook
Głównym działaniem z zakresu social media marketing na Facebooku, jest stworzenie i zarządzanie fanpage’em marki lub firmy. W ramach aktywności, na profilu zamieszcza się zdjęcia, filmy, lub wiadomości tekstowe. Działania te mają na celu aktywizację fanów firmy, co sprzyja pozytywnemu kształtowaniu się wizerunku marki. Istnieje możliwość tworzenia specjalnych aplikacji, które pozwalają na rywalizację między fanami, co przekłada się na większe zaangażowanie. Są to działania z pogranicza E-public relation, które to powinny być prowadzone równolegle do działań marketingowych. Do obserwacji Facebooka wykorzystuje się specjalne narzędzia które pozwalają w czasie rzeczywistym monitorować, wybrane przez nas frazy. Liczbę użytkowników Facebooka w trzecim kwartale roku 2020 szacuje się na 2,7 mld.

### Twitter
Pozwala firmom na bezpośredni kontakt z fanami. Przy tworzeniu informacji mamy do wykorzystania 280 znaków, co wymusza tworzenie krótkich dynamicznych informacji, które mają szansę na ściągnięcie uwagi użytkowników. Wykorzystuje się go również do wstawiania odnośników do innych portali, na których zamieszcza się pozostałą część przekazu marketingowego. Twitter pod koniec roku 2020 osiągnął 340 mln użytkowników.

### Pinterest
Jest to serwis społecznościowy bazujący na zdjęciach umieszczanych przez użytkowników, którzy mają możliwość dzielenia się z innymi. Fotografie można grupować w kategoriach zainteresowań. Działania marketingowe na tym serwisie wymuszają przygotowanie treści wizualnych, które mają szansę na przyciągnięcie uwagi użytkowników.

### Blogi
Działalność na blogach można prowadzić w różnoraki sposób. Pierwszym jest stworzenie bloga marki, na którym opisuje się jej działania, wstawia zdjęcia oraz filmy. W ten sposób zamieszczać można dłuższe opisy produktów oraz specjalistyczne artykuły. Drugim sposobem na wykorzystania blogów, jest współpraca z innymi blogerami, przy pomocy których organizuje się konkursy dla członków społeczności skupionych wokół ich stron internetowych. Innym typem działania jest wysyłanie swoich produktów do przetestowania i opisania, przy czym należy liczyć się z tym, że nie wszystkie opinie muszą być pozytywne.

### YouTube
Strategia prowadzenia działań na YouTube, skupia się na tworzeniu filmów reklamowych oraz wirusowych. Mają one za zadanie przyciągnąć widzów, muszą być więc ciekawe dla użytkownika, ponieważ to on ma kontrolę nad tym co ogląda. Filmy wirusowe na pierwszym miejscu stawiają na rozbawienie lub zaciekawienie użytkownika, dopiero później na promocję marki lub produktu. Są one zazwyczaj dłuższe niż reklamy telewizyjne z racji braku ograniczenia czasowego i nie wymagają dodatkowych kosztów związanych z ich reklamą.

### Yelp
Yelp składa się z obszernego internetowego indeksu profili biznesowych. Firmy można wyszukiwać według lokalizacji, podobnie jak w żółtych stronach. Witryna działa w siedmiu różnych krajach, w tym w Stanach Zjednoczonych, Kanadzie oraz Polsce. Posiadacze kont firmowych mogą tworzyć, udostępniać i edytować profile biznesowe, mogą publikować informacje, takie jak lokalizacja firmy, dane kontaktowe, zdjęcia i informacje o usługach. Witryna umożliwia ponadto pisanie, publikowanie recenzji o firmach i ocenianie ich w pięciostopniowej skali. Funkcje przesyłania wiadomości i rozmów są dalej dostępne dla posiadaczy kont nie firmowych i służą do kierowania myślami i opiniami.

### LinkedIn
To profesjonalna witryna do tworzenia sieci kontaktów biznesowych. Umożliwia firmom oraz pracownikom tworzenie profili zawodowych dla siebie, oraz dla firm im podległych celem nawiązywania kontaktów i poszerzenia grona znajomych. Korzystając z widżetów, członkowie mogą promować swoje działania w mediach społecznościowych, takich jak na przykład wpisy na Twitterze, blogu, czy na swoich stronach na profilu LinkedIn. Witryna zapewnia swoim członkom możliwość generowania potencjalnych klientów i partnerów biznesowych. Zarejestrowani w LinkedIn mogą korzystać ze „stron firmowych” podobnych do stron na Facebooku, aby stworzyć obszar, który umożliwi właścicielom firm promowanie swoich produktów i usług oraz nawiązanie interakcji z klientami. Ze względu na rozprzestrzenianie się spamu wysyłanego do osób poszukujących pracy, wiodące firmy zamiast z portali z ogłoszeniami wolą korzystać do celów rekrutacji pracowników ze strony LinkedIn. Dla wielu firm informacje zamieszczane na profilu LinkedIn są ważniejsze niż te pozyskane z ograniczonej liczby wiadomości e-mail.

### Snapchat
Snapchat to popularna aplikacja do wymiany wiadomości i zdjęć, która została stworzona w 2011 roku przez trzech studentów Uniwersytetu Stanforda: Evana Spiegela, Bobby’ego Murphy’ego i Reggiego Browna. Aplikacja ta pierwotnie została stworzona, aby umożliwić użytkownikom przesyłanie wiadomości tam i z powrotem, a także na wysyłanie zdjęć, które dostępne są tylko od 1 do 10 sekund po czym znikają na zawsze z danej konwersacji. Aplikacja stała się popularna wśród członków mediów społecznościowych, w 2020 roku 331.4 miliona ludzi używało Snapchata każdego dnia. Szacuje się również, że użytkownicy Snapchata otwierają aplikację około 18 razy dziennie, co oznacza, że korzystają z niej przez około 25–30 minut dziennie. Jak wskazują statystyki, aplikacji używa głównie młodzież i osoby do 34. roku życia, co znacząco może ograniczyć grupę odbiorców danej kampanii marketingowej na Snapchacie.

### Instagram
Instagram to serwis społecznościowy w głównej mierze oparty na udostępnianiu zdjęć oraz filmów za pomocą aplikacji na systemy iOS oraz Android.
Wiele marek używa Instagrama, aby wzmocnić swoją strategię marketingową. Aplikację można wykorzystać do uzyskania niezbędnego rozmachu potrzebnego do przyciągnięcia uwagi segmentu rynku zainteresowanego ofertą produktów lub usługami. Ponieważ aplikacja Instagrama jest dostępna na urządzenia mobilne użytkownicy smartfonów mogą zawsze i wszędzie uzyskać do niej dostęp, jak i do treści przez nią generowanych. Przez co marketerzy postrzegają ją jako potencjalną platformę do rozszerzenia ekspozycji swoich marek na odbiorców. Co więcej, nie tylko wykorzystują oni media społecznościowe do tradycyjnej reklamy internetowej, ale także zachęcają użytkowników do tworzenia własnych treści przy okazji reklamując dany produkt czy markę. Starbucks, MTV, Nike, Marc Jacobs i Red Bull to tylko kilka przykładów międzynarodowych korporacji, które wcześnie wdrożyły mobilną aplikację do zdjęć jako część swojej kampanii marketingowej. Instagram stał się potężną platformą dla marketerów, dzięki której mogą oni dotrzeć do klientów (zarówno tych stałych, jak i potencjalnych) poprzez udostępnianie zdjęć, filmików oraz krótkich wiadomości. Według badania przeprowadzonego przez Simply Measured, 71% największych światowych marek korzysta obecnie z Instagrama jako kanału marketingowego. Instagram może służyć jako narzędzie do łączenia się i komunikacji z obecnymi oraz potencjalnymi klientami. Firma w ten sposób ma szanse przedstawić bardziej osobisty obraz swojej marki.

### TikTok
TikTok jest platformą służącą do udostępniania krótkich filmów nagrywanych za pomocą urządzeń mobilnych. Prowadzi działalność globalną, a liczba użytkowników w 2021 roku wyniosła 1 miliard. Według statystyk z aplikacji korzysta w 28% młodzież, a największą grupą odbiorców są osoby w wieku 19-29 lat (35%). Ze względu na globalność marki użytkownicy mogą promować swoją działalność na skalę międzynarodową. Dzięki możliwości reklamy za pomocą filmów wideo, oraz biorąc pod uwagę statystycznie największą grupę użytkowników, mogą tworzyć strategie marketingowe przyciągające konkretny segment klientów, podatnych na taką formę komunikacji marketingowej.

## Porównanie z tradycyjnymi kampaniami
Porównując do tradycyjnych kampanii reklamowych w Internecie, te starają się nie wykorzystywać tradycyjnych środków takich jakich banery, mailing, reklama kontekstowa, ponieważ są one mało efektywne w tego typu działaniach. Prowadzenie tego typu działań nie jest jednak pozbawione ryzyka. Przy prowadzeniu tego typu działalności dochodzi do interakcji z użytkownikami, czemu wskutek czego tworzą się bliższe relacje między nimi a reklamowanym produktem. Narzędzia analityczne umożliwiają obserwowanie w czasie rzeczywistym skutków działań reklamowych oraz szybkie reagowanie na pojawiające się zagrożenia. Część działań skupia się nie na sprzedaniu produktu, a przyciągnięciu fanów, którzy w pozytywny sposób będą reagować na marketing.

## Wpadki marketingowe
Wpadki marketingowe mogą prowadzić do kryzysu wizerunkowego, na przykład, wpadka administratora fanpage firmy Nikon na Facebooku, którego wpis „Fotograf może być najwyżej tak dobry jak wyposażenie, którego używa, a dobry obiektyw to podstawa dobrych zdjęć! Czy któryś z naszych facebookowych fanów używa jakiegoś obiektywu NIKKOR? Który jest Waszym ulubionym i w jakich sytuacjach z niego korzystacie?” został negatywnie odebrany przez społeczność. Jest to element, który ciężko kontrolować, o czym przekonały się osoby zarządzające fanpage’em Orange Polska, zadając pytanie „Czym zaskoczył Cię ostatnio Orange?”, które również zostało negatywnie odebrane przez społeczność skupioną wokół profilu. Innym przykładem z rynku amerykańskiego była kampania z początku roku 2009, gdy firma Motrin stworzyła kampanię reklamową wymierzoną w kobiety noszące swoje dzieci w nosidełkach i chustach, co uraziło niektóre z amerykańskich blogerek. Spowodowało to falę czarnego PR, która wymusiła na koncernie wycofanie swoich reklam z telewizji, YouTube i prasy.